# Copa del Rei saudita de futbol
La Copa del Rei saudita de futbol és la màxima competició futbolística per eliminatòries de l'Aràbia Saudita. Es deixà de disputar l'any 1990, essent succeïda per la Copa del Príncep de la Corona saudita de futbol. Posteriorment, la temporada 2007-2008 tornà la competició amb el nom Copa de Campions dels Guardians de les Dues Mesquites Santes (àrab: كأس خادم الحرمين الشريفين للأبطال, Kaʾs Ḫādim al-Ḥaramayn ax-Xarīfayn li-l-Abṭāl), disputada inicialment pels sis primers classificats de la lliga i els finalistes de la Copa Príncep de la Corona. El 2014, tornà al format de l'antiga copa del Rei, amb la participació de 153 clubs.

## Historial
Font:
Copa del Rei
| Any     | Campió                 | Resultat               | Finalista              |
| ------- | ---------------------- | ---------------------- | ---------------------- |
| 1956-57 | Al-Wahda               | 4-0                    | Al-Ittihad             |
| 1957-58 | Al-Ittihad             | 3-0                    | Al-Wahda               |
| 1958-59 | Al-Ittihad             | 2-0                    | Al-Wahda               |
| 1959-60 | Al-Ittihad             | 3-0                    | Al-Wahda               |
| 1960-61 | Al-Hilal               | 3-2                    | Al-Wahda               |
| 1961-62 | Al-Ahli                | 1-0                    | Al-Riyadh              |
| 1962-63 | Al-Ittihad             | 3-0                    | Al-Hilal               |
| 1963-64 | Al-Hilal               | 0-0 (3-1 pen.)         | Al-Ittihad             |
| 1964-65 | Al-Ahli                | 3-1                    | Al-Ittifaq             |
| 1965-66 | Al-Wahda               | 2-0                    | Al-Ittifaq             |
| 1966-67 | Al-Ittihad             | 0-0 (5-3 pen.)         | Al-Nassr               |
| 1967-68 | Al-Ittifaq             | 4-2                    | Al-Hilal               |
| 1968-69 | Al-Ahli                | 1-0                    | Al-Shabab              |
| 1969-70 | Al-Ahli                | 2-0                    | Al-Wahda               |
| 1970-71 | Al-Ahli                | 2-0                    | Al-Nassr               |
| 1971-72 | No es disputà.         | No es disputà.         | No es disputà.         |
| 1972-73 | Al-Ahli                | 2-1                    | Al-Nassr               |
| 1973-74 | Al-Nassr               | 1-0                    | Al-Ahli                |
| 1974-75 | Competició abandonada. | Competició abandonada. | Competició abandonada. |
| 1975-76 | Al-Nassr               | 2-0                    | Al-Ahli                |
| 1976-77 | Al-Ahli                | 3-1                    | Al-Hilal               |
| 1977-78 | Al-Ahli                | 1-0                    | Al-Riyadh              |
| 1978-79 | Al-Ahli                | 4-0                    | Al-Ittihad             |
| 1979-80 | Al-Hilal               | 3-1                    | Al-Shabab              |
| 1980-81 | Al-Nassr               | 3-1                    | Al-Hilal               |
| 1981-82 | Al-Hilal               | 3-1                    | Al-Ittihad             |
| 1982-83 | Al-Ahli                | 1-0                    | Al-Ittifaq             |
| 1983-84 | Al-Hilal               | 4-0                    | Al-Ahli                |
| 1984-85 | Al-Ittifaq             | 1-1 (4-3 pen.)         | Al-Hilal               |
| 1985-86 | Al-Nassr               | 1-0                    | Al-Ittihad             |
| 1986-87 | Al-Nassr               | 1-0                    | Al-Hilal               |
| 1987-88 | Al-Ittihad             | 1-0                    | Al-Ittifaq             |
| 1988-89 | Al-Hilal               | 3-0                    | Al-Nassr               |
| 1989-90 | Al-Nassr               | 2-0                    | Al-Taawoun             |

Copa de Campions dels Guardians de les Dues Mesquites Santes
| Any     | Campió     | Resultat     | Finalista  |
| ------- | ---------- | ------------ | ---------- |
| 2007-08 | Al-Shabab  | 3-1          | Al-Ittihad |
| 2008-09 | Al-Shabab  | 4-0          | Al-Ittihad |
| 2009-10 | Al-Ittihad | 0-0 (5-4 p.) | Al-Hilal   |
| 2010-11 | Al-Ahli    | 0-0 (4-2 p.) | Al-Ittihad |
| 2011-12 | Al-Ahli    | 4-1          | Al-Nassr   |
| 2012-13 | Al-Ittihad | 4-2          | Al-Shabab  |
| 2013-14 | Al-Shabab  | 3-0          | Al-Ahli    |
| 2014-15 | Al-Hilal   | 1-1 (7-6 p.) | Al-Nassr   |
| 2015-16 | Al-Ahli    | 2-1          | Al-Nassr   |
| 2016-17 | Al-Hilal   | 3-2          | Al-Ahli    |
| 2017-18 | Al-Ittihad | 3-1          | Al-Faisaly |
| 2018-19 | Al-Taawoun | 2-1          | Al-Ittihad |
| 2019-20 | Al-Hilal   | 2-1          | Al-Nassr   |
| 2020-21 | Al-Faisaly | 3-2          | Al-Taawoun |
| 2021-22 | Al-Fayha   | 1-1 (3-1 p.) | Al-Hilal   |
| 2022-23 | Al-Hilal   | 1-1 (7-6 p.) | Al-Wahda   |
| 2023-24 | Al-Hilal   | 1-1 (5-4 p.) | Al-Nassr   |